# Jean-Jacques Jespers
Pour les articles homonymes, voir Jespers.
Jean-Jacques Jespers (né le 12 novembre 1946), docteur en droit et licencié en journalisme, a été journaliste à la RTBF pendant trente-trois ans.  Il y a, entre autres, présenté le journal télévisé dans les années 1980 ainsi que l’émission Jours de Guerre entre 1989 et 1995.
Depuis 1980, il enseigne au département des sciences de l'information et de la communication de l'Université libre de Bruxelles, département où il préside la filière "information et communication" depuis 2008.
Il a participé également à l'émission radiophonique le Jeu des dictionnaires ainsi qu'à l'émission La Semaine Infernale de 1989 à la déprogrammation de celles-ci diffusée en semaine pour la première et le samedi pour la suivante sur la chaîne de radio publique La Première.  On peut actuellement l'entendre dans C'est presque sérieux, émission pour laquelle il anime la rubrique « Le journal des bonnes nouvelles », toujours sur La Première.
Passionné d'étymologie et de toponymie, il a publié en 2005 aux Éditions Racine le Dictionnaire des noms de lieux en Wallonie et à Bruxelles (649 pages).
Il est désigné en janvier 2018 en tant que président du Conseil de déontologie journalistique.
En 2020, il publie le Dictionnaire des noms de lieux, série d'ouvrages publiée aux Éditions Racine composée de cinq volumes dont le premier a pour intitulé : Bruxelles & Province du Brabant wallon (467 pages).